# Beloiannisz
Beloiannisz là một thị trấn thuộc hạt Fejér, Hungary. Thị trấn này có diện tích 4,54 km², dân số năm 2010 là 1128 người, mật độ 248 người/km².